# Exorcismul de la Botez
Exorcismul de la Botez este, la ortodocși, lucrul pe care îl fac oamenii înainte de a fi botezați propriu-zis. Aceștia se leapădă de cel rău, mărturisind pe Iisus Hristos drept Dumnezeu și Împărat, învrednicindu-se de Sfintele Taine. 
Prin faptul că biserica aplică exorcismul candidatului la botez nu vrea să arate că în realitate acesta este stăpânit de diavol, ci el, aflându-se în starea păcatului strămoșesc, este supus acelei împărății, al cărei stăpânitor este diavolul, adică împărăția păcatului, iar această stăpânire asupra omului este stârpită prin rugăciunile de exorcizare.
Exorcismul poate fi următorul:

Exorcismul întâi
Te ceartă pe tine, diavole, Domnul, Cel ce a venit în lume și S-a sălășluit 
între oameni ca să surpe tirania ta și pe oameni să-i izbăvească; Cel ce pe lemn 
puterile cele potrivnice a biruit încât soarele s-a întunecat, pământul s-a 
cutremurat, mormintele s-au deschis și trupurile sfinților s-au sculat; Care a 
zdrobit cu moartea pe moarte și a surpat pe cel ce avea stăpânirea morții, adică 
pe tine, diavole. Juru-te cu numele lui Dumnezeu, Care a arătat pomul vieții și 
a rânduit heruvimi și sabie de foc ce se rotea și-l străjuia; cutremură-te și te 
depărtează. Căci te jur cu numele Aceluia care a umblat ca pe uscat pe valurile 
mării și a certat viforul vânturilor; a Cărui privire seacă adâncurile și groaza 
Lui topește munții; că Acela și acum îți poruncește prin noi: teme-te, ieși și te 
depărtează de la zidirea aceasta și să nu te întorci, nici să te ascunzi în el, nici 
să-l întâmpini pe el, nici să lucrezi împotriva lui, nici noaptea, nici ziua, nici 
dimineața, nici la amiază; ci te du în iadul tău, până în ziua cea mare gătită 
judecății. Teme-te de Dumnezeu, Cel ce șade pe heruvimi, și caută spre 
adâncuri; de Care se cutremură îngerii, arhanghelii, scaunele, domniile, începătoriile, stăpâniile, puterile, heruvimii cei cu ochi mulți și serafimii, cei cu câte șase aripi; de Care se cutremură cerul, pământul, marea și toate câte sunt 
în ea. Ieși și te depărtează de la cel însemnat, noul ales ostaș al lui Hristos, 
Dumnezeul nostru. Că te jur cu numele Aceluia Care umblă pe aripile 
vânturilor și face pe îngerii Săi duhuri și pe slugile Sale pară de foc. Ieși și te 
depărtează de la zidirea aceasta, cu toată puterea ta și cu toți slujitorii tăi. Că s-
a preaslăvit numele Tatălui și al Fiului și al Sfântului Duh, acum și pururea și 
în vecii vecilor. Amin. 

Exorcismul al doilea 
Dumnezeul cel sfânt, Cel înfricoșător și slăvit, Cel ce este în toate lucrurile 
și în tăria Sa neajuns și nepătruns, Cel ce mai înainte ți-a rânduit ție, diavole, 
pedeapsa muncii de veci, și acum, prin noi nevrednicii robii Lui, îți poruncește 
ție și la toată puterea cea împreună cu tine lucrătoare, să te depărtezi de la noul 
însemnat cu numele Domnului nostru Iisus Hristos, Adevăratul nostru 
Dumnezeu. Juru-te dar, întru tot viclene și necurate și spurcate și urâte și 
duhule străine, cu puterea lui Iisus Hristos, Care are toată puterea în cer și pe 
pământ, Cel ce a zis duhului celui mut și surd: ieși din om și de acum să nu mai 
intri într-însul. Du-te; cunoaște-ți puterea ta cea deșartă, care nici peste porci n-
a avut stăpânire. Ieși și te depărtează de la cel ce se gătește către Sfânta luminare. Juru-te cu Patima cea mântuitoare a Domnului nostru Iisus Hristos și 
cu cinstitul Lui Trup și Sânge, și cu venirea Lui cea înfricoșătoare, că va veni, și 
nu va zăbovi, să judece tot pământul, și pe tine și pe toată puterea cea 
împreună-lucrătoare cu tine să te muncească în gheena focului, dându-te în 
întunericul cel mai din afară, unde viermele nu doarme și focul nu se stinge. Că 
puterea este a lui Hristos, Dumnezeul nostru, împreună cu Tatăl și cu Duhul 
Sfânt, acum și pururea și în vecii vecilor. Amin.
Mai importante decât exorcism ele, urmează  Rugaciunile. Rugăciunea întâia de exorcizare 
Domnului să ne rugăm; Doamne miluiește